# ThrustSSC
ThrustSSC, Thrust SSC ali Thrust supersonic car je britanski avtomobil z reaktivnim pogonom. Razvili so ga Richard Noble, Glynne Bowsher, Ron Ayers in Jeremy Bliss.
Thrust SSC trenutno drži kopenski hitrostni rekord. 15. oktobra 1997 je dosegel 1.228 km/h (763 mph) in postal prvi avtomobil, ki je presegel  hitrost zvoka. Za krmilom je bil Royal Air Force lovski pilot Andy Green. Rekord so postavili v Black Rock Desert v Nevadi, ZDA.
Avtomobil so poganjala dva turboventilatorska motorja Rolls-Royce Spey, ki sta imela možnost dodatnega zgorevanja za povečanje potiska.